# Tératogenèse
La tératogenèse désigne la génération de malformations fœtales. Elle relève de la tératologie, l'étude des causes et du développement des malformations congénitales.
Le terme de « tératogenèse » peut aussi prendre un sens plus spécifique, en désignant le développement « anormal » de masses cellulaires durant la croissance fœtale, causant des malformations au fœtus. 
Des produits tels que l'agent orange, le diéthylstilbestrol ou la thalidomide sont dits tératogènes. Certains virus aussi peuvent avoir des effets tératogènes, de même que l'usage de certains psychotropes, d'alcool ou de tabac par les femmes enceintes. La radioactivité - telle qu'une exposition à des radioéléments - peut également être mutagène.